# Архипчук Олександр Олександрович
Олекса́ндр Олекса́ндрович Архипчу́к — молодший сержант Збройних сил України, учасник російсько-української війни, що загинув у ході російського вторгнення в Україну в 2022 році.

## Військова служба
Олександр Архипчук обіймав посаду командира відділення — командира установки інженерно-дорожнього взводу інженерно-технічної роти групи інженерного забезпечення миколаївської 36-ї бригади морської піхоти.

## Нагороди
- орден «За мужність» III ступеня (2022, посмертно) — за особисту мужність і самовіддані дії, виявлені у захисті державного суверенітету та територіальної цілісності України, вірність військовій присязі.